# حزب الاستقلال (المغرب)
حزب الاستقلال هو حزب سياسي مغربي يميني محافظ تأسس سنة 1944، وهو أول حزب سياسي مغربي تأسس للحصول على استقلال المغرب. هو عضو في الاتحاد الديمقراطي الوسطي الدولي والاتحاد الديمقراطي الدولي. ترأس الاستقلال حكومة ائتلافية في عهد عباس الفاسي من 19 سبتمبر 2007 إلى 29 نوفمبر 2011. من عام 2013 إلى عام 2021، كان جزءًا من المعارضة. منذ عام 2021، أصبح جزء من حكومة ائتلافية بقيادة عزيز أخنوش.
ظهر الحزب في عام 1937 خلال النضال ضد للاستعمار الفرنسي والإسباني، مما يجعله أقدم حزب سياسي نشط في المغرب.

## التاريخ
ارتبط ظهوره بمقاومة المغاربة الاستعمار الفرنسي (1912-1956)، وكان يعرف في البداية بـ«كتلة العمل الوطني»، وانتخبت لجنتها في يناير 1937 علال الفاسي رئيساً لها.
وأصدرت الإقامة العامة الفرنسية بالمغرب في 18 مارس 1937 قرارا بحل الكتلة وأقفلت مكاتبها بالقوة. وتعذر الحصول على ترخيص لتأسيس حزب جديد، فعقد مؤتمر يمثل معظم فروع الكتلة بالرباط في أبريل 1937 تمخض عنه تأسيس الحزب الوطني.
ولد الحزب فعلياً يوم 11 يناير 1944 حين تم تقديم ما عرف في تاريخ المغرب بـوثيقة المطالبة بالاستقلال.

### اعتقالات
في 28 يناير 1944 شنت السلطات الفرنسية حملة اعتقالات في صفوف أعضاء الحزب وقادته، فعمت البلاد موجة من الإضرابات والمواجهات سقط فيها العديد من القتلى، خاصة في فاس والرباط وسلا، كما قدم عدد من المعتقلين إلى محكمة عسكرية بتهمة المساس بالأمن العام ونفذ حكم الإعدام فيهم. ونفى الاحتلال الفرنسي عدداً من قيادات الحزب، منهم علال الفاسي الذي أبعد إلى الغابون مدة تسع سنوات، وأحمد بلافريج الذي نفي إلى كورسيكا
في 8 دجنبر 1952 أعلن حزب الاستقلال إضرابات اعتقلت على إثرها قياداته من جديد.

### إنشقاق
في 1959 شهد انشقاقا انبثق عنه حزب الاتحاد الوطني للقوات الشعبية.

## الرئاسة

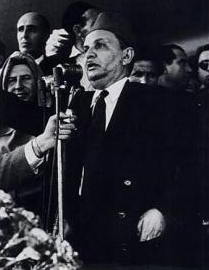
علال الفاسي

ترأس الحزب علال الفاسي حتى وفاته عام 1972 ثم خلفه محمد بوستة حتى 1998 ليصبح عباس الفاسي بعد ذلك الأمين العام إلى غاية 23 سبتمبر 2012، عندما انتخب عمدة مدينة فاس حميد شباط أميناً عاماً لحزب الاستقلال، بعد حصوله في تصويت أعضاء المجلس الوطني للحزب على 478 صوت مقابل 458 لمنافسه عبد الواحد الفاسي، منتهيةً بذلك زعامة أسرة آل الفاسي لحزب الاستقلال.
وفي أكتوبر 2017، تم انتخاب الاقتـصادي نزار بركة أمينا عــاما لحزب الاستقلال، لتعود بذلك زعامة آل الفاسي للحزب.

## مشاركات حكومية
شارك في حكومات متعاقبة في الستينيات والسبعينيات والثمانينيات ولم يسند له منصب رئاسة الحكومة سوى لمدة تقل عن سنة.
وعام 1991 قدم حزب الاستقلال والاتحاد الاشتراكي مذكرة مشتركة إلى الملك الراحل الحسن الثاني للمطالبة بإصلاحات سياسية ودستورية، كما قدم مذكرة مماثلة عام 1996 رفقة حلفائه في ما سمي بـ«الكتلة الديمقراطية» التي تأسست عام 1992 وتضم إضافة إلى حزب الاستقلال حزب الاتحاد الاشتراكي وحزب التقدم والاشتراكية.
في فبراير 1998 دخل الحزب الحكومة التي كلف الحسن الثاني المعارض الاشتراكي عبد الرحمن اليوسفي بتشكيلها.
بعد الانتخابات التشريعية المغربية 2002 دخل في تحالف مع حزب الاتحاد الاشتراكي، وشارك بسبعة وزراء في حكومة ائتلافية تتكون من سبعة أحزاب يرأسها إدريس جطو وتنتهي مهمتها عند تشكيل حكومة جديدة بعد نتائج اقتراع 7 شتنبر 2007.

## نتائج الانتخابات
- في الانتخابات التشريعية 14 نونبر 1997 أصبح ثاني أكبر حزب بحصوله على 13.2% من الأصوات.
- في الانتخابات البرلمانية المغربية 2002 حصل الحزب 48 مقعد.
- في الانتخابات البرلمانية المغربية 2011 حصل على 60 مقعد.

## الانتقاد
يرى منافسو حزب الاستقلال بأنه حزب نخبوي يمثل مصالح العائلات الأرستقراطية بالمغرب. كما يرى آخرون أن الحزب تخلى عن كثير من مبادئه الإسلامية بالسماح بقوانين تتنافى مع الشريعة والمبادئ السلفية للحزب بل وتخلى أيضا عن الكثير من مبادئه الوطنية.